# 佐奈宏紀
佐奈 宏紀（さな ひろき、1997年2月25日 - ）は、日本の俳優・モデル。愛知県出身。3WAYS CREATION所属。

## 略歴
2011年、第24回ジュノン・スーパーボーイ・コンテストでベスト30に残る。このコンテストがきっかけで、事務所に所属が決定する。2013年、雑誌『nicola』のメンズモデルとしてデビュー（2015年に卒業）。テレビドラマ『幽かな彼女』への出演や舞台出演などで活躍する。
- 2015年1月、サンミュージック若手俳優ユニット「SUNPLUS」に所属[3]。ミュージカル『ミュージカル・テニスの王子様3rdシーズン』に海堂薫役で出演する。

- 2020年1月13日をもって「SUNPLUS」から卒業した[6][7]。
- 2020年2月2日をもってサンミュージックを退所[6]。
- 2020年6月1日、自身のオフィシャルサイト、ファンクラブ「Room.37」をオープン[8][9]。
- 2022年4月、自身がメインキャストのニコニコチャンネル「佐奈宏紀『サナレッジ』」がスタート[10]。
- 2024年、初のカレンダーが発売[11][12]。

## 人物
- 趣味は映画鑑賞[2]、音楽鑑賞[2]。特技は絵を描くこと[2]、ゲーム奮闘中[2]。
- ラグビー、サッカー、バスケットボールの経験があるほか、球技全般を得意としている[1]。
- 愛称は「佐奈」「佐奈っち」「佐奈ちゃん」など[13]。
- 左利きである[14]。
- 好きな食べ物はアメリカンドッグ（ジュノンボーイ応募時）。2025年現在は生牡蠣。
- 二つ名は「ジャイアントベイビー」
- ３つ上の姉がいる
- 猫を2匹飼っている。名前は「ジョルノ・ジョバァーナ（ジジ）」と「ケルベロス（ケロ）」。

## 出演
太字は主演作品

### テレビドラマ
- 幽かな彼女（2013年4月 - 6月、フジテレビ） - 西原翼 役[15]
- 49（2013年10月 - 12月、日本テレビ）
- 夜のせんせい 第3話（2014年1月31日、TBS）[16]
- 仮面ティーチャー（2014年2月14日、日本テレビ）[17]
- 地獄先生ぬ〜べ〜（2014年10月 - 12月、日本テレビ） - 日向勉 役[18][19]
- 増山超能力師事務所 11話（2017年3月16日、読売テレビ）[20]
- りんごとミカン（2017年6月3日、長野朝日放送・愛媛朝日テレビ共同制作ドラマ）[21]
- 警視庁ゼロ係〜生活安全課なんでも相談室〜 SECOND SEASON 最終話（2017年9月15日、テレビ東京） - 大友勝信 役
- 妖怪！百鬼夜高等学校（2018年10月 - 12月、BS日テレ） - 油すまし 役[22]
- CODE1515（2020年5月10日 - 9月27日、BSフジ） - 延原賢一 役[23]
- 戦国炒飯TV 〜なんとなく歴史が学べる映像〜（TOKYO MX他、2020年8月 - 12月） - 陶晴賢 役 ほか[24]
- 闇芝居（生）（2020年9月9日 - 11月25日、BSテレ東）[25]
- あの界隈を恋愛ドラマにしたら…不覚にもキュンときた 16話（2022年11月19日、中京テレビ）[26]

### テレビ番組
- 高校講座 国語表現（2014年4月 - 2018年2月、NHK Eテレ）[27]

### 映画
- 人狼ゲーム マッドランド（2017年7月15日、AMGエンタテインメント） - 庄司蒼空 役[28]
- パタリロ！（2019年6月28日、HIGH BROW CINEMA）- マライヒ 役[29]
- アキはハルとごはんを食べたい 2杯目！（2024年6月14日、クロックワークス） - 米山優一 役[30][31]

### 舞台
2014年
- STORM LOVER〜波打ち際の王子SUMMER!〜（2014年5月3日 - 11日、俳優座劇場） - 椎名 役

2015年
- ミュージカル テニスの王子様 3rdシーズン （2015年 - 2016年） - 海堂薫 役
  - 青学vs不動峰（2015年2月13日 - 5月17日、TOKYO DOME CITY HALL 他）
  - TEAM Live SEIGAKU（2015年6月10日 - 14日・6月27日 - 28日、AiiA 2.5 Theater Tokyo 他）
  - 青学vs聖ルドルフ（2015年9月5日 - 11月3日、TOKYO DOME CITY HALL 他）
  - 青学vs山吹（2015年12月24日 - 2016年2月21日、TOKYO DOME CITY HALL 他）

2016年
- ミュージカル『テニスの王子様』3rdシーズン - 海堂薫 役
  - コンサート Dream Live 2016（2016年5月13日 - 15日・20日 - 22日、パシフィコ横浜 国立大ホール 他）
  - 青学vs氷帝（2016年7月24日 - 9月25日、TOKYO DOME CITY HALL 他） - 海堂薫 役

- パタリロ！（2016年12月8日 - 25日、紀伊國屋ホール）- マライヒ 役

2017年
- ロードス島戦記（2017年1月6日 - 14日、紀伊國屋サザンシアター TAKASHIMAYA） - スレイン・スターシーカー 役
- 犬夜叉（2017年4月6日 - 15日、天王洲 銀河劇場） - 殺生丸 役
- Fate/Grand Order THE STAGE -神聖円卓領域 キャメロット-（2017年7月14日 - 17日・9月29日 - 10月8日、Zeppブルーシアター六本木） -  主演・べディヴィエール 役
- ゆく年く・る年冬の陣 師走明治座時代劇祭（2017年12月28日 - 12月31日、明治座） - 第1部：真田幸村、第2部：鹿角六文銭 役

2018年
- ゆく年く・る年冬の陣 師走明治座時代劇祭（2018年1月13日、梅田芸術劇場 メインホール） - 第1部：真田幸村、第2部：鹿角六文銭 役
- パタリロ！★スターダスト計画★（2018年3月15日 - 4月1日、天王洲 銀河劇場 他）
- ひらがな男子（2018年7月20日 - 29日、AiiA 2.5 Theater Tokyo） - 主演・あ 役
- 歳が暮れ・るYO 明治座大合戦祭（2018年12月28日 - 31日、明治座）  - 主演・武田晴信 役（内藤大希とW主演）

2019年
- 歳が暮れ・るYO 明治座大合戦祭（2019年1月19日、梅田芸術劇場 メインホール）- 主演・武田晴信 役 （内藤大希とW主演）
- 妖怪！百鬼夜高等学校〜一条通と付喪神〜（2019年2月27日 - 3月24日、新宿FACE 他） - 油すまし 役
- 銀牙-流れ星 銀-〜絆編〜（2019年7月6日 - 21日、天王洲 銀河劇場 他） - 主演・銀 役
- Reading♥Stage 百合と薔薇（2019年6月14日、品川プリンスホテル クラブeX）
- SUMMER BAZAAR〜夏の終わり〜（2019年10月18日 - 27日、新宿村LIVE） - 堀尊 役
- 神保町花月12月芝居公演【詠み人知らず】-三十一文字で君に贈る僕の全て‐（2019年12月5日 - 15日、神保町花月） - キム・スネカジ 役

2020年
- RED&BEAR〜クィーンサンシャイン号殺人事件〜（2020年1月24日 - 2月2日、サンシャイン劇場） - 伊藤修二 役
- リーディングドラマ『シスター』（2020年4月17日、新宿角座）
- 銀牙-流れ星 銀- 〜牙城決戦編〜（2020年10月22日 - 11月1日、天王洲 銀河劇場） - 銀 役
- 賭博黙示録カイジ（2020年12月4日 - 13日、京都劇場 他） - 古畑武志 役

2021年
- ナナマル サンバツ THE QUIZ STAGE O（2021年1月6日 - 17日、博品館劇場） - アキト 役
- 黒執事〜寄宿学校の秘密〜（2021年3月5日 - 4月4日、天王洲 銀河劇場 他） - エドガー・レドモンド 役
- 文学戯劇 宮沢賢治『星紡ギの夜』 「どんぐりと山猫」「注文の多い料理店」（2021年4月22日 - 25日、IMAホール） - 山猫 役
- BANANA FISH The Stage 前編（2021年6月10日 - 20日、天王洲 銀河劇場） - 李月龍 役
- Paradox Live on Stage（2021年9月9日 - 12日、品川プリンスホテル ステラボール）- 主演・朱雀野アレン 役
- シン る・ひま オリジナ・るミュージカ・る 明治座で逆風に帆を張・る!!（2021年12月28日 - 31日、明治座） - 源義経 役

2022年
- BANANA FISH The Stage 後編（2022年1月20日 - 2月6日、品川プリンスホテル ステラボール） - 李月龍 役
- Paradox Live on Stage THE LIVE 〜BAE ×The Cat's Whiskers〜（2022年4月30日、品川プリンスホテル ステラボール） -  主演・朱雀野アレン 役
- あなたの初恋探します（2022年3月26日 - 4月17日、浅草九劇） - 主演・ムン・ミニョク / キム・ジョンウク 役 （Wキャスト）
- ノリウチ！〜カラオケ Mixalive TOKYO店〜 （2022年5月23日、Mixalive TOKYO B2F Club Mixa） - 佐田 役※第4話ゲスト出演
- NIGHT HEAD 2041-THE STAGE-（2022年7月1日 - 10日、東京ドームシティ シアターGロッソ） - TEAM WHITE・黒木ユウヤ 役
- Dear my パパ（2022年9月3日 - 10日、シアター1010）- 主演・水嶋風斗 役 （W主演）
- パタリロ！〜ファントム〜（2022年9月11日、天王洲 銀河劇場） - ゲスト
- ドラマチックハイスクール（2022年10月7日 - 16日、品川プリンスホテル クラブeX） - 金城徹太 役
- 朗読劇『妖琦庵夜話 その探偵、人にあらず』（11月5日・6日、幕張国際研修センター シンポジウムホール） - 洗足伊織 役
- ちびまる子ちゃん THE STAGE はいすくーるでいず（12月15日 - 25日、天王洲 銀河劇場）- 花輪和彦 役
- STAGE FES 2022-2023（12月31日、TACHIKAWA STAGE GARDEN） -  朱雀野アレン 役

2023年
- Paradox Live on Stage vol.2（3月9日 - 19日、品川プリンスホテル ステラボール）-  朱雀野アレン 役
- 朗読劇舞台『永久保貴一の極めて怖い話』&『怪談浅草スペシャルナイト』（7月17日、浅草花劇場）
- 2.5次元的世界 言劇（ことげき）ミュージカル『天使のはかりごと』（2023年9月1日、8日、DMM TV）- 後輩 役
- 最遊記歌劇伝 - 外伝 -（10月12日 - 23日、品川プリンスホテル ステラボール 他）- 西海竜王 敖潤 役
- 桜花浪漫堂 朗読劇『人間失格』（10月27日 - 30日、I'M A SHOW）- ヨシ子 役
- リーディングアクト 『メモランダム No.136（フランス語: L'Aide-mémoire）』（12月18日・21日・23日、紀伊國屋ホール） - ジャン＝ジャック 役
- STAGE FES 2023-2024（12月31日、TACHIKAWA STAGE GARDEN）- 朱雀野 アレン 役

2024年
- 地獄楽-終の章-（2月15日 - 25日、シアター1010 他） - 亜左弔兵衛 役
- 地球ゴージャス『儚き光のラプソディ』（4月28日 - 6月9日、明治座 他）
- コブクロ JUKE BOX reading musical ”FAMILY”（7月11日、紀伊國屋サザンシアターTAKASHIMAYA）
- Paradox Live on Stage THE LIVE All ARTISTS（7月27日・28日、ステラボール） - 朱雀野 アレン 役
- ミュージカル「燃ゆる暗闇にて」（10月5日 - 13日、サンシャイン劇場） - イグナシオ 役（Wキャスト）
- アオペラ（11月8日 - 17日、シアターH） - 是沢舞斗 役

2025年
- 舞台『WIND BREAKER』（1月3日 - 19日、COOL JAPAN PARK OSAKA WWホール 他） - 梅宮一 役
- ミュージカル『刀剣乱舞』〜坂龍飛騰〜（3月23日 - 5月11日、TOKYO DOME CITY HALL 他） - 後家兼光 役
- Paradox Live Dope Space Express（6月14日、横浜BUNTAI）-  朱雀野アレン 役
- ミュージカル『刀剣乱舞』目出度歌誉花舞 十周年祝賀祭（7月29日・30日、東京ドーム） - 後家兼光 役
- Bloody Love 歌劇「ババンババンバンバンパイア」（9月20日 - 25日〈予定〉、東京国際フォーラム ホールC） - 坂本梅太郎 役

### ネット配信
- おもちゃばこ倶楽部vol.1・2 おうちで楽しむ戦隊ヒーローコメディ『ブングンジャー待機中！』（2020年5月6日・31日、ニコニコ生放送）[106][107]
- 眠らない羊たちの朗読会 第3回朗読会『1%ラブレター』&『アミルスタン伯爵の晩餐』（2020年6月18日、ニコニコ生放送）[108][109][110]
- リーディングドラマ『シスター』（2020年7月2日・16日、PIA LIVE STREAM）- 第2回配信 、第4回配信出演[111]
- 『カ想セ界』【ギ音】シリーズ＃0「ギレイナオド」（2020年9月28日、Zoom）[112][113]
- 2.85次元 教育番組パロディショー うたってにこりん（2020年12月12日、YouTube） - 水無瀬レイ 役[114]
- 佐奈宏紀『サナレッジ』（2022年4月17日 - 2023年6月27日、ニコニコチャンネル）[10]
- 東海ウォーカー2023冬オンラインイベント（2022年11月12日）[115][116]
- 佐奈宏紀と遊ぼう♪はじめてのLINE LIVE（2023年1月27、LINE LIVE）
- 特別番組『佐奈宏紀の夏祭り！ supported by ニコメン』（2023年8月6日、ニコニコチャンネル）[117]
- 佐奈宏紀のむちゃクエスト！(2023年9月13日、10月13日、11月6日、ニコニコ生放送）[121]
- ABEMA「スナックさざなみ」（2023年12月3日、2024年6月23日、ABEMA）[122][123]
- ABEMA BOATRACE X’mas in 六本木 vol.2〜もうすぐグランプリ＆クイーンズSP〜（2023年12月16日）
- ABEMA「2.5’s GRAND PRIX 2023– 俳優VSボートレーサー 冬の陣-」（2023年12月19日、ABEMA）[124]
- 佐奈宏紀のむちゃクエスト！STAGE2 supported by ニコメン（2024年3月13日、5月1日、9月20日、ニコニコ生放送）[125]
- 佐奈宏紀のクリスマススペシャル 〜 聖夜に響くスノービート 〜 supported by ニコメン（2024年12月20日）[126]
- 佐奈宏紀のむちゃクエスト！STAGE3 supported by ニコメン（2025年5月26日、ニコニコ生放送）[127]

### イベント
- 佐奈宏紀 20th Birthday Event（2017年3月3日・4日、スクエア荏原ひらつかホール）[128]
- 佐奈宏紀トークイベント〜Happy Sanaween !!〜（2018年10月7日、仙川フィックスホール）[129]

#### ファンイベント
- 天使祭 〜集まれ！ヒューマン！〜（2022年3月26日、SUBIR AKASAKA TOKYO）[130]
- 天使祭 〜ヒラメキと発明〜（2023年4月1日、SUBIR AKASAKA TOKYO）[131]
- 佐奈宏紀『サナレッジ』ファンイベントvol.01〜課外授業！〜（2022年7月24日、全電通労働会館）[132][参考 1]
- 佐奈宏紀『サナレッジ』同窓会イベント～また会う日まで！（2024年1月8日、角川第一本社ビル）
- 天使祭 〜進化の花束を君に〜（2024年3月3日、SUBIR AKASAKA TOKYO）[12]
- 天使祭 ～未来のハート泥棒、サナビートを添えて～(2025年2月11日、 浜離宮朝⽇ホール ⼩ホール)

#### ファンライブ
- 佐奈とChillり 〜君の心はゆらり〜（2023年2月4日、音楽の友ホール）[133]
- 2nd FAN LIVE 佐奈と灯る〜君のcheekは火照る〜（2023年12月2日、DDD Aoyama Cross Theater）[134]
- 3rd FAN LIVE 佐奈と響く ～ぼくらのハートビート～（2024年12月7日、DDD Aoyama Cross Theater）[135]
- 4th FAN LIVE 佐奈と煌る 〜キラメキの閃光花火〜（予定）（2025年8月16日、TIAT SKY HALL）

#### その他出演イベント
- サマンサタバサ・メンズモデルオーディション 準グランプリ受賞（2013年）
  - 神戸コレクション、東京ランウェイ - 出演
- 高尾山節分会追儺式（2016年2月3日、高尾山薬王院）[136]
- ISAWA TAKUMA TALK&LIVE 《HOME》（2018年6月16日、江古田Buddy）- ゲスト出演
- 川崎優作 バースデーイベント 1部（2021年7月31日、SYDホール） - ゲスト出演
- 田中涼星 Fan Meeting 2021-夏-2部 （2021年7月11日、全電通労働会館） - ゲスト出演
- 出張！うたってにこりん☆お遊戯会（2021年10月2日、有楽町よみうりホール） - 水無瀬レイ 役
- 里中将道 Birthday Event 3部（2022年4月16日、音楽の友ホール） - ゲスト出演
- ACTORS☆LEAGUE
  -  in Games 2022（2022年5月2日、幕張イベントホール）- 桃園学園高等学校 / Royal Predator（ロイヤルプレデター）ヒロキ[137]
  - in Basketball 2022（2022年10月11日、東京体育館 メインアリーナ）- チーム:DREAM CATERPILLARS[138]
  - in Games 2023（2023年6月19日、日本武道館）MVP賞獲得[139]
  - in Games 2024（2024年6月11日、幕張イベントホール）[140]
  - in Games 2025（2025年6月10日、東京ガーデンシアター）MVP賞獲得[141]
  - in Futsal 2025（2025年10月7日〈予定〉、東京体育館 メインアリーナ）[142]
- 大崎捺希Birthday Event2022 2部（2022年8月7日、新宿グラムシュタイン） - ゲスト出演
- 日本博《世界8Ｋ映像演劇祭》『銀牙 -流れ星 銀-』舞台挨拶（2022年10月22日、愛媛県・坊っちゃん劇場）
- 田鶴翔吾Birthdayイベント2023  1部（2023年6月4日、WALLOP 3F STUDIO）- ゲスト出演[143]
- TSUBASA KIZU FANMEETING 2023  3部（2023年7月29日、Hall Mixa）- ゲスト出演[144]
- あくたーず☆りーぐ アートフェスタ in よみうりランド『フラワーパークでらんらんRUN』（2023年11月19日、らんらんホール）- ゲストアーティスト[145]
- 高橋健介 バースデーイベント 2023 ～取り戻せ自分～（2023年12月10日） - 映像ゲスト出演
- ニコメンドッジボールカップ 2024（2024年7月6日、アリーナ立川立飛）[146]

### CM
- docomo dアニメストア 第二弾 2.5次元まつり（2017年1月） - ナレーション
- 恋する幸楽苑「先輩」篇（2018年3月）[147][148]

### その他
- トンボ学生服 スチールモデル（2014年）

## ディスコグラフィー

### シングル
- Natchi / 夜風に（2023年6月3日）[149]
- 星影とゆらり/ 0時（2023年8月5日）[150]
- 灯⽕ / 楽園（2024年6月22日）[151]

### アルバム
- 1st Album 「planet」（2025年7月25日＜予定＞）[152]

## 書籍

### 写真集
- SUNPLUS officialbook（2016年11月13日、サンミュージックブレーン）
- HIT IT OFF!!（2016年7月30日、SUNPLUS）
- 我们是SUNPLUS。-SUNPLUS in TAIWAN- PHOTO BOOK（2017年11月3日、サンミュージックブレーン、撮影：鵜澤あかね）
- PHOTO BOOK -SUNPLUS in HONGKONG-（2018年5月26日、サンミュージックブレーン、撮影：鵜澤あかね）
- PHOTO BOOK SUNPLUS in SINGAPORE（2019年2月9日、サンミュージックブレーン、撮影：市村円香）
- 『10』（2019年6月1日、サンミュージックブレーン、撮影：市村円香）
- 成都 PHOTO BOOK SUNPLUS（2019年8月24日、サンミュージックブレーン）

### 関連書籍
- タイムマシンラボ『王子辞典 The NEW WAVE』（2018年10月12日、太田出版）[153]ISBN 978-4-7783-1645-7
- おーちようこ『舞台俳優は語る』（2020年2月28日、一迅社）ISBN 978-4-7580-3488-3
- 戦国炒飯TV公式ファンブック（2022年3月24日、コスミック出版）ISBN 978-4-7747-4019-5
- 『BANANA FISH』The Stage 公式メモリアルフォトブック（2022年5月18日、小学館）ISBN 978-4-09-682393-4

### 雑誌
- nicola（2013年8月 - 2015年4月、新潮社） - メンズモデル
- TVぴあ（2015年4月8日、4月22日発売）
- Sparkle
  - vol.22（2015年5月発売）
  - Vol.33（2018年2月発売）
- JUNON 2017年4月号（2017年2月23日発売）
- キャストサイズ vol.17（2017年6月23日発売）
- ステージスクエア
  - vol.29（2017年10月発売）
  - vol.40（2019年8月発売）
- omoshii mag vol.11（2017年10月6日発売）
- オトメディア2018年2月号（2018年1月10日発売）
- TVガイドStage Stars 
  - vol.1（2018年2月21日発売）
  - vol.13（2021年2月25日発売）
  - vol.15（2021年8月30日発売）
- ステージ・ファン vol.2（2018年5月発売）
- ビーズログ10月号（2021年8月20日発売）
- NextStars Vol.02（2021年8月30日発売）
- アニメージュ10月号（2021年9月10日発売）
- awesome! Vol.54(2022年9月28日発売)
- 東海ウォーカー2023冬(2022年10月27日発売）